# Сенегальский многопёр
Сенегальский многопёр (лат. Polypterus senegalus) — вид пресноводных лучепёрых рыб из семейства многопёровых. Также известен как серый полиптёр, полиптёр Кювье. Распространён в Африке в бассейне Нила, в Сенегале, Гамбии, Нигере, озере Чад.

## Описание

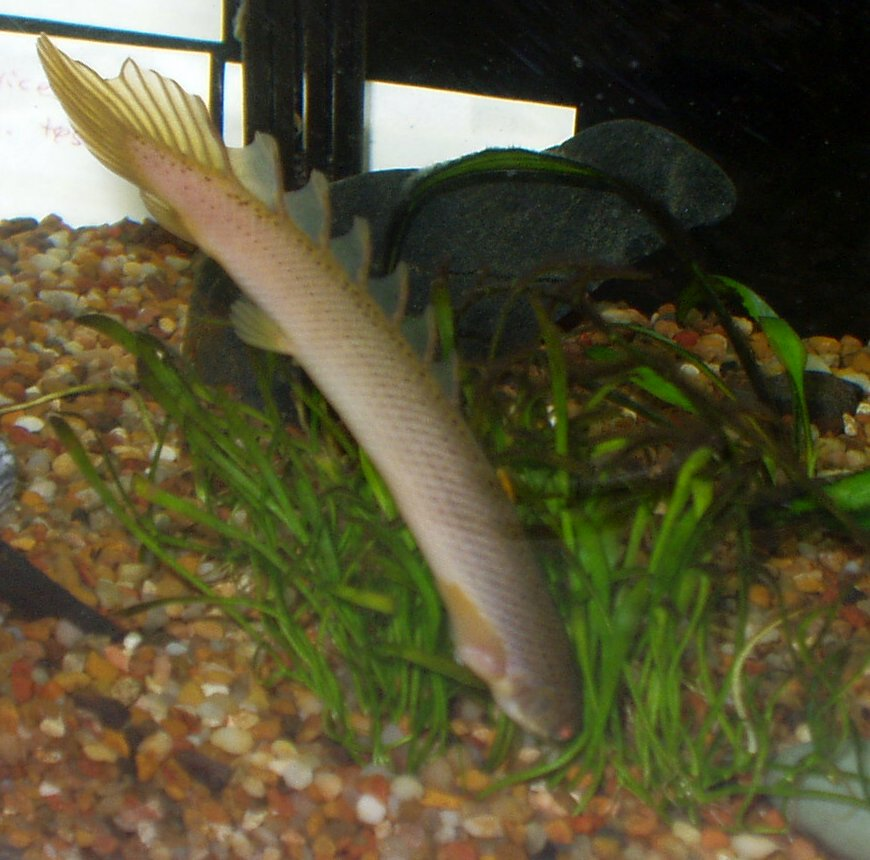

Округлое длинное змеевидное тело. Зазубренный спинной плавник состоит из 8—12 отдельных шипов проходит вдоль большей части тела, до хвостового. Грудные плавники находятся позади и ниже жабр и являются основным средством передвижения. Зрение плохое. Охотится полиптёр по запаху. Максимальная длина 50 см. Голова небольшая, и маленькие глаза с обеих сторон, выступающие ноздри. Окрас: спина равномерно оливкового цвета, брюхо и бока белые или мраморные без вкраплений. У молодых экземпляров на боках присутствуют три тёмных продольных полосы, позже они пропадают.
Рыба имеет примитивные лёгкие вместо плавательного пузыря, что позволяет периодически дышать атмосферным воздухом. Если кожа остаётся влажной, полиптёр может некоторое время находиться вне воды. Кожа очень прочная, представляет собой своеобразную броню, защищающую рыбу от других плотоядных.

## В аквариуме
С начала 20-го века полиптёры содержатся в аквариумах. Содержание не представляет особых трудностей: рыбы неприхотливы и выносливы, переносят значительное загрязнение. Для содержания требуется объёмный аквариум не менее 200 литров, накрытый крышкой. Обязательно должен быть оставлен воздушный промежуток, чтобы рыбы могли использовать для дыхания атмосферный воздух. Предпочитают живой корм: мотыль, дождевых червей, но могут есть и гранулированный для цихлид и замороженный. Поскольку полиптёры являются хищниками, то они будут нападать на всех рыб, которые могут быть проглочены. Считалось, что в неволе не размножаются. В начале 2010 годов получены первые доказательства возможности воспроизводства полиптеров в аквариальных условиях
.